# Xestoleberis nitida
Xestoleberis nitida är en kräftdjursart som först beskrevs av Liljeborg 1853.  Xestoleberis nitida ingår i släktet Xestoleberis, och familjen Xestoleberididae. Arten är reproducerande i Sverige.